# Chichigalpa
Chichigalpa è un comune del Nicaragua facente parte del dipartimento di Chinandega.